# Кубок Ліхтенштейну з футболу 2012—2013
Кубок Ліхтенштейну з футболу 2012–2013 — 68-й розіграш кубкового футбольного турніру в Ліхтенштейні. Титул здобув Вадуц.

## Календар
| Раунд        | Дата                        | Матчі | Клуби   |
| ------------ | --------------------------- | ----- | ------- |
| Перший раунд | 21-22 серпня 2012           | 4     | 16 → 12 |
| Другий раунд | 26 вересня - 3 жовтня 2012  | 4     | 12 → 8  |
| 1/4 фіналу   | 6-7 листопада 2012          | 4     | 8 → 4   |
| 1/2 фіналу   | 30 березня - 14 квітня 2013 | 2     | 4 → 2   |
| Фінал        | 1 травня 2013               | 1     | 2 → 1   |

## Перший раунд
| Команда 1       | Рахунок | Команда 2      |
| --------------- | ------- | -------------- |
| 21 серпня 2012  |         |                |
| Вадуц-2         | 1:0     | Трізенберг II  |
| 22 серпня 2012  |         |                |
| Руггелль II     | 5:0     | Трізен II      |
| Бальцерс III    | 2:4     | Ешен-Маурен II |
| Ешен-Маурен III | 0:5     | Руггелль       |

## Другий раунд
| Команда 1       | Рахунок         | Команда 2   |
| --------------- | --------------- | ----------- |
| 26 вересня 2012 |                 |             |
| Ешен-Маурен II  | 1:4             | Шан         |
| Руггелль        | 0:0 дч пен. 5:3 | Шан Аццуррі |
| 2 жовтня 2012   |                 |             |
| Вадуц-2         | 0:3             | Руггелль II |
| 3 жовтня 2012   |                 |             |
| Трізен          | 2:1             | Бальцерс II |

## 1/4 фіналу
| Команда 1        | Рахунок | Команда 2   |
| ---------------- | ------- | ----------- |
| 6 листопада 2012 |         |             |
| Руггелль II      | 0:5     | Трізенберг  |
| 7 листопада 2012 |         |             |
| Руггелль         | 0:2     | Бальцерс    |
| Шан              | 0:3     | Вадуц       |
| Трізен           | 0:5     | Ешен-Маурен |

## 1/2 фіналу
| Команда 1       | Рахунок | Команда 2  |
| --------------- | ------- | ---------- |
| 30 березня 2013 |         |            |
| Бальцерс        | 2:0     | Трізенберг |
| 17 квітня 2013  |         |            |
| Ешен-Маурен     | 0:2     | Вадуц      |

## Фінал
| 1 травня 2013 18:00 (UTC+2) |

| Вадуц      | 1:1 дч   | Бальцерс  |
| ---------- | -------- | --------- |
| Афонсо 22' | Протокол | Ак'єр 30' |

| Райнпарк, Вадуц Глядачів: 1 300 Арбітр: Ніколай Ганні |

|                            |     | Пенальті                |  |
| Тігхазуї · Абегглен · Сара | 3:0 | Квінтанс · Бек · Губзер |  |